# Laffly S15
Pour les articles homonymes, voir S15.
Le Laffly S15 était un châssis de tracteur d'artillerie tout-terrain de la marque Laffly. Il fut décliné en plusieurs versions, les principales étant le S15 T destiné à la traction des pièces d'artillerie légère et le S15 R destiné à la reconnaissance.

## Variantes
Deux types principaux de châssis sont conçus, le S15 R et le S15 T, ce dernier étant doté de réducteurs qui limitent la vitesse maximale mais augmente la charge utile. Les S 15 C, L, RAM et TOE sont issus du châssis S15 R. Les S15 C et L ne disposent que des quatre roues arrière motrices, à l'image du prototype du S15 R.
- Laffly S15 R (reconnaissance), véhicule de liaison tout-terrain[2].
- Laffly S15 R transport de matériel du génie, non produit[4].
- Laffly S15 R allègement, transport logistique, avec remorque (3 produites)[5].
- Laffly S15 R colonies, transport aux colonies[6].
- Laffly S15 RAM (reconnaissance - automitrailleuse), prototype d'une voiture de commandement blindé utilisée en Afrique du Nord à partir de 1934[3].
- Laffly S15 T (tracteur), tracteur d'artillerie léger pour canon de 75 mm modernisé et canon de 105 court[7].
- Laffly S15 T téléphone, véhicule pour les téléphonistes de l'artillerie (3 produits)[8].
- Laffly S15 T colonies, emportant un canon de 75 mm de montagne modèle 1919/1928 (en)[6].
- Laffly S15 TOE (théâtre d'opérations extérieures), véhicule blindé de reconnaissance (automitrailleuse de découverte) utilisé aux colonies (équipage de trois hommes)[3],[9].
- Laffly S15 C, ambulance tous-chemins pour l'armée de l'air[10],[11].
- Laffly S15 L téléphone air, liaison radio pour l'armée de l'air[12].

Vue à échelle constante des variantes du Laffly S15
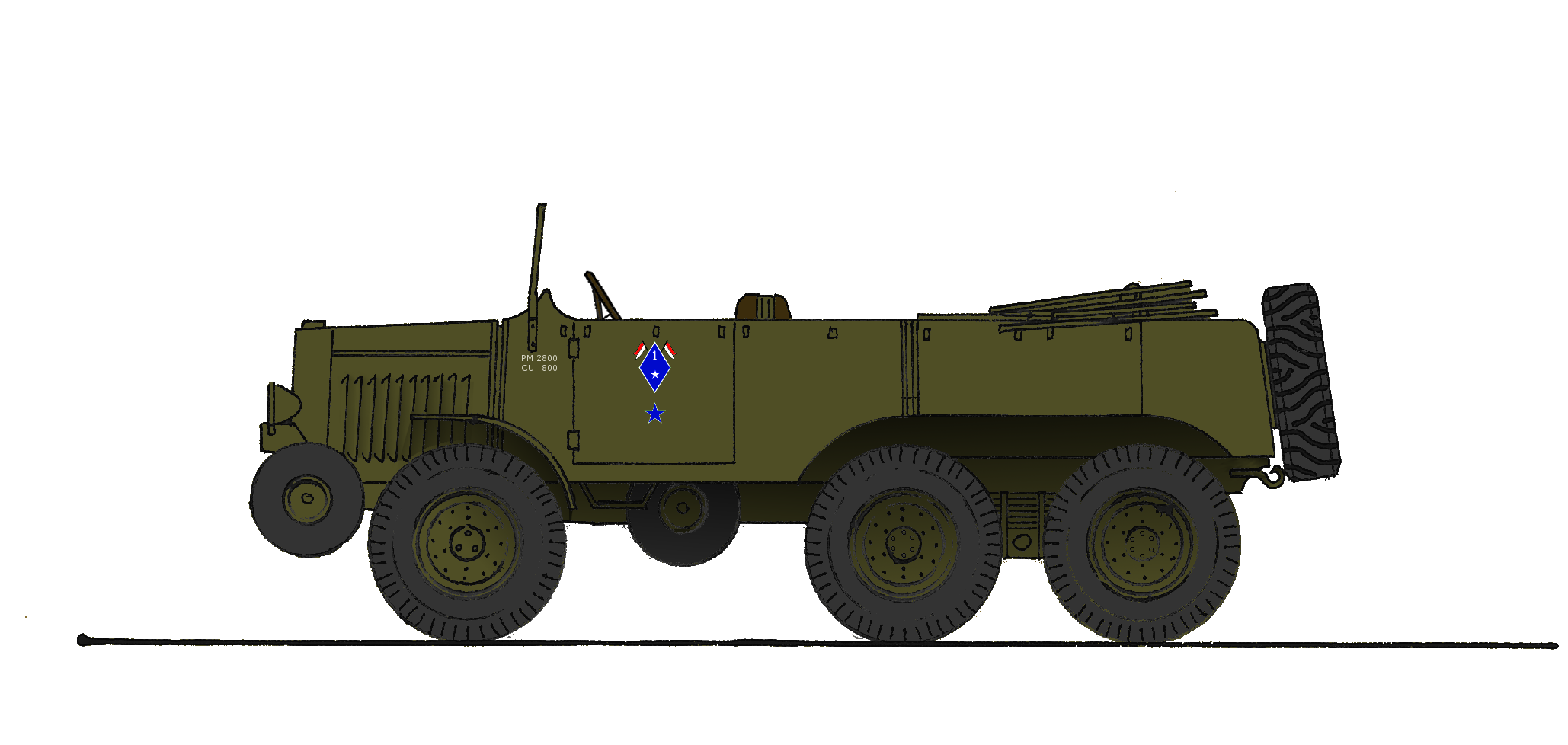
Laffly S15 R (du 1er RDP, vers 1938).
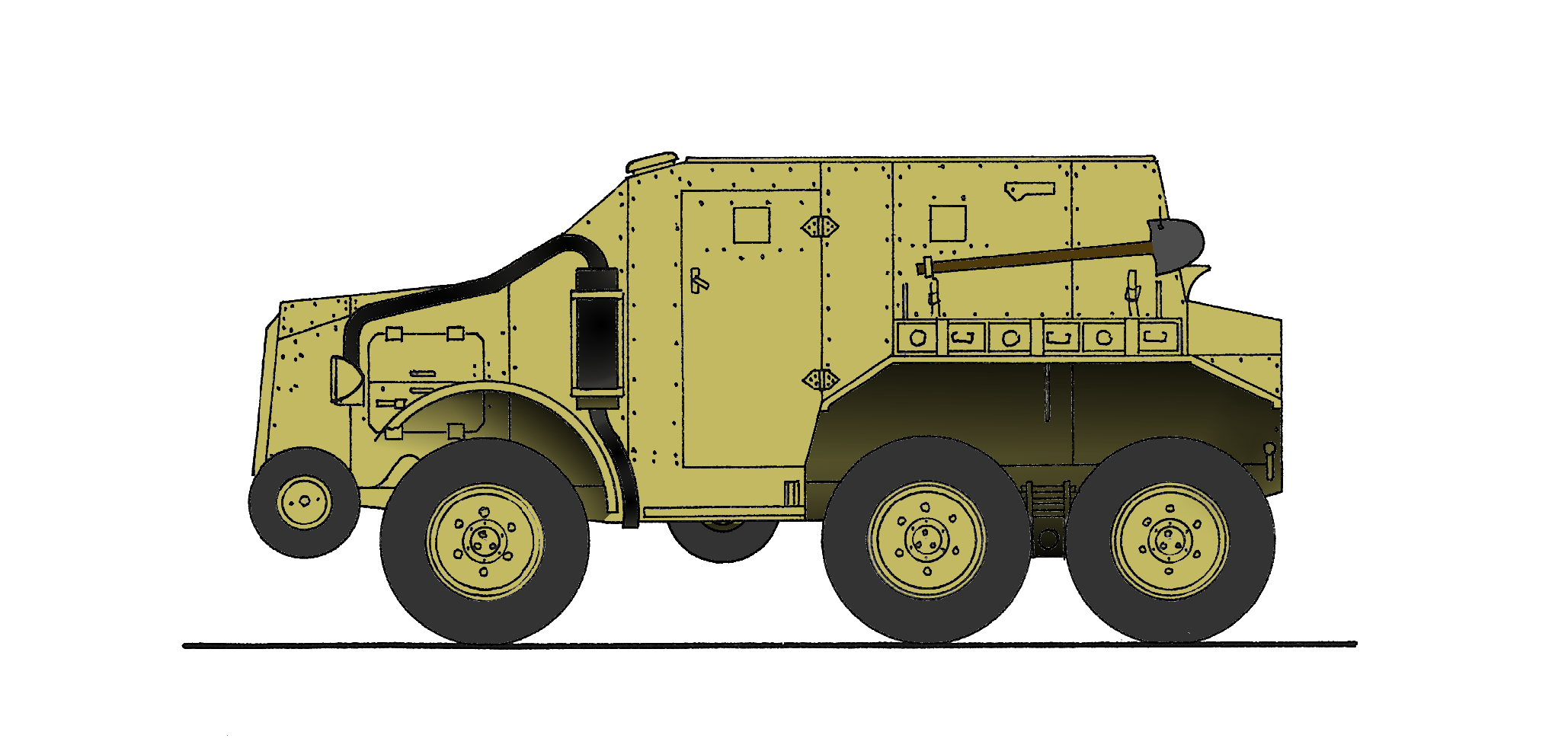
Laffly S15 RAM (vers 1935).
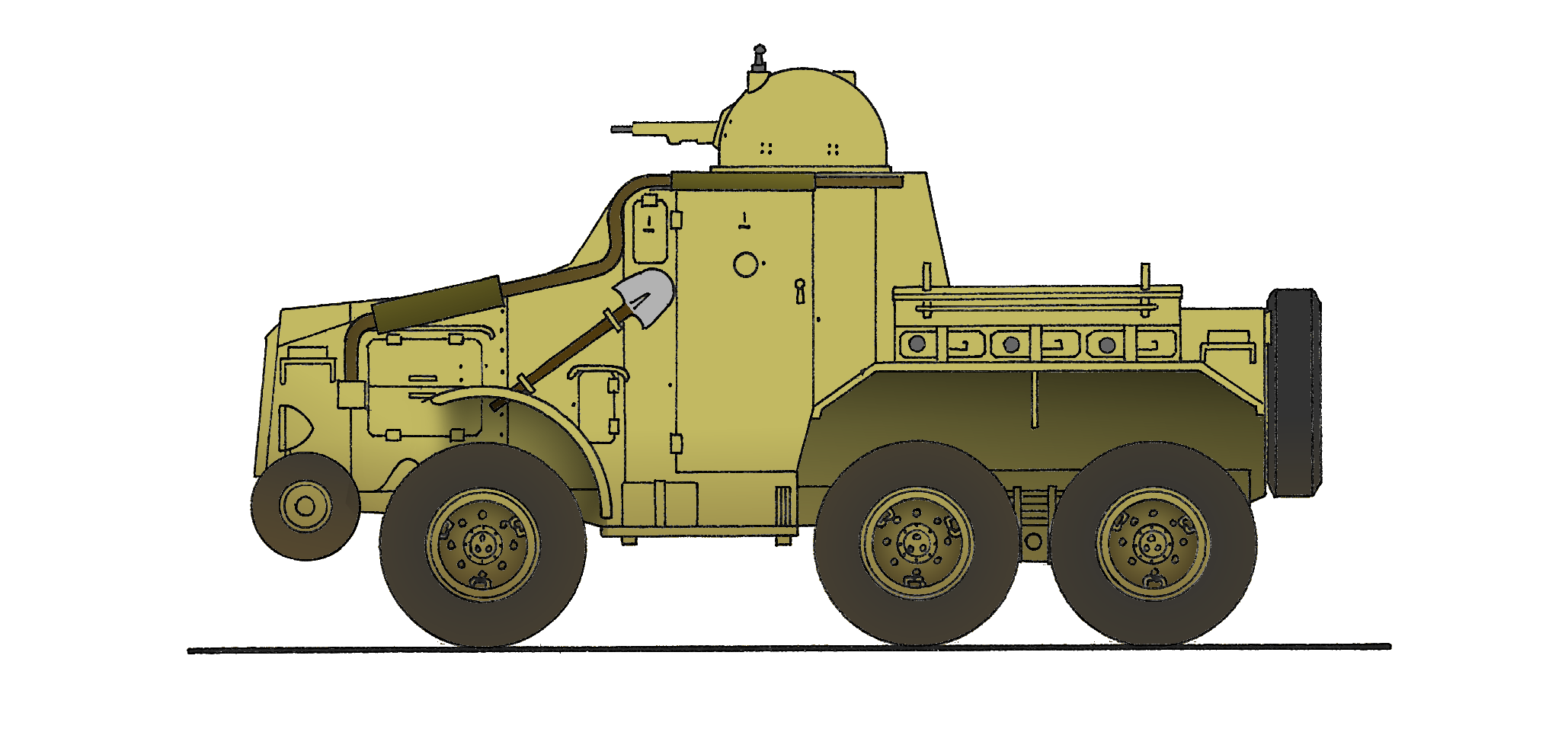
Laffly S15 TOE (livrée sable utilisée dans les confins sahariens de 1939 à 1942).
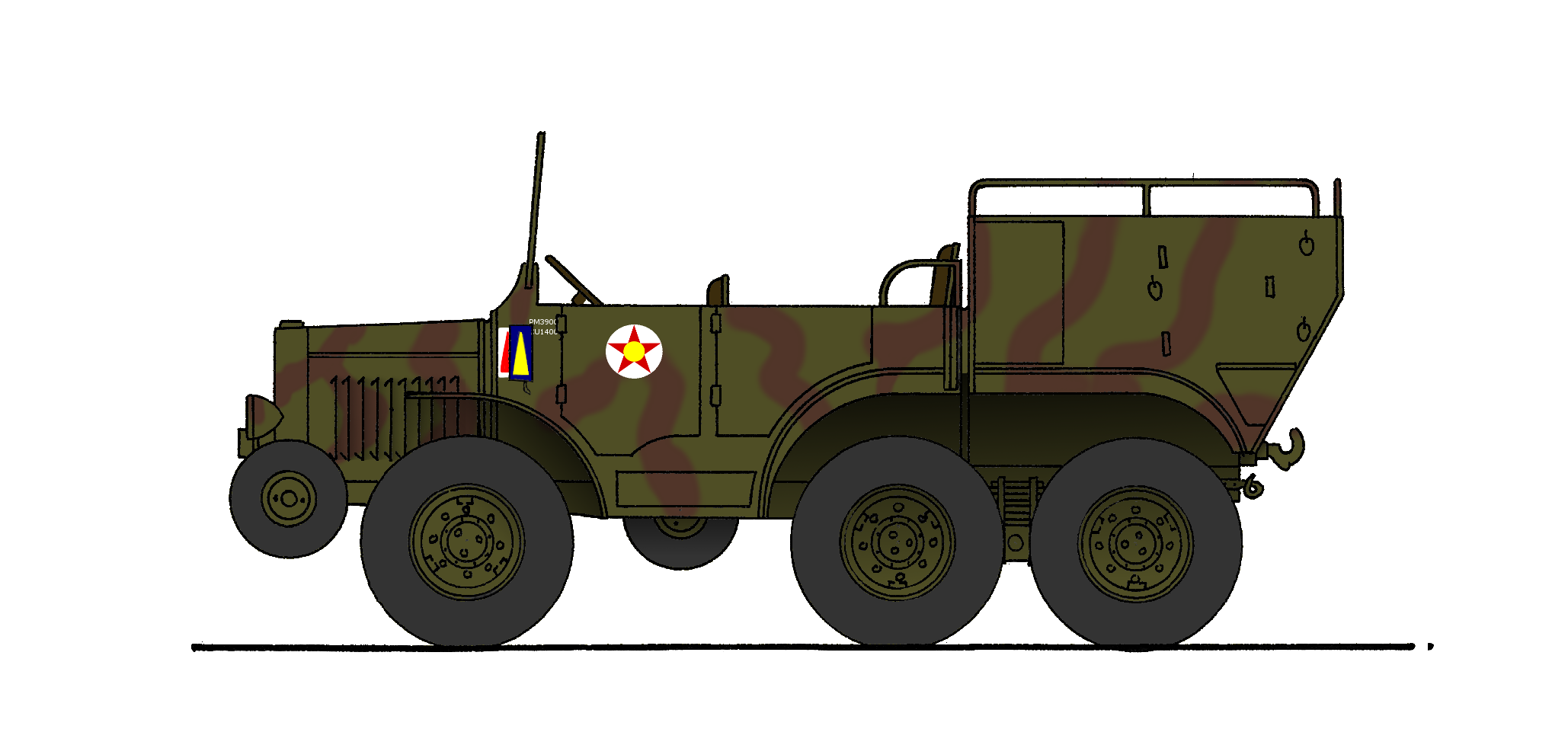
Laffly S15 T (du 76e RATTT, 1940).

|                      | Laffly S15 R,               | Laffly S15 C,                | Laffly S15 T                    | Laffly S15 TOE              |
| -------------------- | --------------------------- | ---------------------------- | ------------------------------- | --------------------------- |
| Mission              | reconnaissance              | ambulance                    | tracteur d'artillerie           | automitrailleuse            |
| Moteur               | Hotchkiss 486 à 4 cylindres | Hotchkiss 486 à 4 cylindres  | Hotchkiss 486 à 4 cylindres     | Hotchkiss 486 à 4 cylindres |
| Puissance maximale   | 52 ch                       | 52 ch                        | 52 ch                           | 60 ch                       |
| Configuration        | 6 roues motrices            | 4 roues arrière motrices     | 6 roues motrices                | 6 roues motrices            |
| Poids à vide         | 2 850 kg                    | 3 150 kg                     | 3 900 kg                        | 4 400 kg                    |
| Charge utile         | 800 kg                      | ?                            | 1 400 kg + 1 800 kg en remorque | 800 kg                      |
| Personnel transporté | 5 passagers                 | 3 blessés couchés ou 4 assis | 4 passagers                     | 3 membres d'équipage        |
| Vitesse maximale     | 72 km/h                     | 72 km/h                      | 51 km/h                         | 62 km/h                     |
| Autonomie            | 480 km environ              | ?                            | ?                               | 1 000 km environ            |
| Longueur             | 4,64 m                      | 4,87 m                       | 4,70 m                          | 4,54 m                      |
| Largeur              | 1,85 m                      | 1,88 m                       | 1,80 m                          | 1,85 m                      |
| Hauteur              | 2,15 m                      | 2,50 m                       | 2,35 m                          | 2,45 m                      |

## Historique

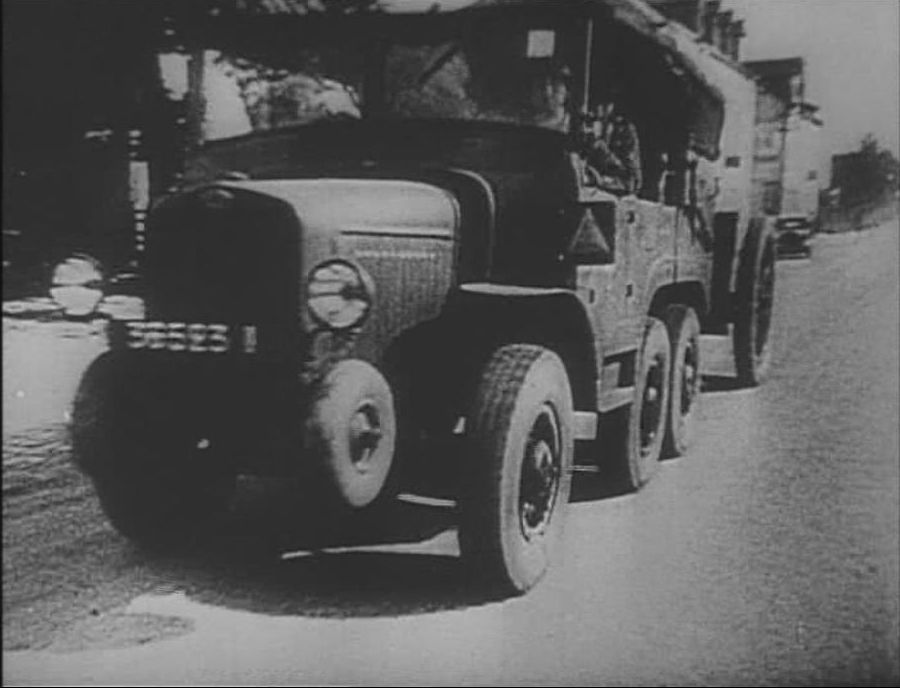
Tracteur d'artillerie français Laffly S15T tractant un canon de 75 mm en mai 1940.

Proposé en 1934 sous la forme d'un châssis non carrossé, le Laffly S15 R est adopté en 1935 par l'Armée de terre. Un prototype blindé, le S15 RAM, en dérive. Testé en 1934, il est envoyé dans le Sud de l'Algérie avec le 1er REC. Le Laffly S15 T, destiné à la traction de l'artillerie, sort en 1935. Ses roues sont dotées de réducteurs qui limitent la vitesse maximale, mais augmentent la charge utile. Les premiers S15 sont livrés en 1937.
Quelques S15 sont exportés vers le Royaume de Roumanie avec 40 chars Renault R35 entre août et septembre 1939.
Les deux canons de 75 emportés dans le raid de Koufra sont initialement transportés sur des S15 T colonies, qui ne parviendront pas jusqu'au fort italien.
Les Laffly S15 TOE servent en Afrique du Nord avec l'armée d'Afrique et les troupes coloniales. Quatre sont capturées et réutilisées par les Italiens en 1940[réf. souhaitée]. Les dernières S15 TOE, en service au 5e RSA[réf. nécessaire], sont remplacées en 1948 par des automitrailleuses américaines.